# The Ashley Book of Knots
The Ashley Book of Knots (traduït seria ‘El llibre dels nusos d'Ashley’) és una enciclopèdia temàtica sobre els nusos. Descriu més de tres mil nusos i les seves variants. Va ser publicat el 1944 pel mariner i artista Clifford Warren Ashley (1881-1947). Ashley hi va inventariar 3857 nusos que va il·lustrar amb més de set mil dibuixos seus. Hi va combinar els seu talent artístic amb el seu coneixement del món de la vela.
Cada entrada inclou les instruccions per nuar el nus, el seu ús i la seva història. Els nusos estan ordenats per categoria i ús. Sovint es cita el llibre amb l'abreviació ABoK o TABOK.
És el resultat de més d'onze anys de treball de recerca. Aquest llibre és encara avui la principal referència en nusos per a cordes i cables continua sent sens dubte un dels més complets, descriu tant els bons nusos com els dolents, i n'explica els matisos.

## Ús de les referències
Atès que és molt complet i ha estat àmpliament distribuït, The Ashley Book of Knots s'ha convertit en un llibre de referència en el món mariner. El número assignat a cada entrada es fa servir com a identificador únic de cada nus. Això és particularment útil en una àrea on els noms varien molt i van canviar sovint amb el temps. Molt noms comuns són ambigus o tenen significats múltiples i son difícil per a traduir. Les referències s'utilitzen sobretot en la forma següent: «Nus pla (ABoK #1402)», o simplement «#1402» si la referència és evident.

## Actualització
Ashley va patir un accident vascular cerebral el 1945 i no va poder supervisar una nova edició corrigida i eixamplada. En les edicions posteriors s'han fet unes correccions i adicions, entre d'altres sota l'instigació de l'International Guild of Knot Tyers (‘Gremi internacional dels nuadors’) com ara en l'edició de 1993.
| «                        | There are still old knots that are unrecorded, and so long as there are new purposes for rope, there will always be new knots to discover. | Encara en queden, de nusos vells no registrats i sempre que hi hagi noves propòsits per cordar sempre hi haurà nous nusos per descobrir | » |
| — Clifford Warren Ashley | | |   |